# Cyclaspoides pellucidus
Cyclaspoides pellucidus är en kräftdjursart som beskrevs av Francis Day 1978. Cyclaspoides pellucidus ingår i släktet Cyclaspoides och familjen Bodotriidae. Inga underarter finns listade i Catalogue of Life.